# Leopoldo Miguez
Leopoldo Américo Miguez, né le 9 septembre 1850 à Niterói − mort le 6 juillet 1902 à Rio de Janeiro, est un compositeur, violoniste, théoricien de la musique et chef d'orchestre brésilien, premier directeur de l’École de musique de l'université fédérale de Rio de Janeiro. Leopoldo Miguez a composé la musique de l’Hymne de la proclamation de la République.

## Biographie
Né au Brésil d’un père espagnol et d’une mère brésilienne, Leopoldo Miguez vit en Espagne de deux à sept ans, puis il déménage à Porto, au Portugal, où il suit les cours d’harmonie et de composition de Giovanni Franchini et du violoniste Nicolau Medina Ribas (pt). À l’âge de huit ans, il joue à Porto − où il a fait ses études −, lors d’un concert public, un solo de violon composé sur des motifs de La traviata par Nicolau Medina Ribas. À 17 ans, son père le contraint à embrasser une carrière commerciale. En 1871, il retourne à Rio, où il travaille comme comptable. Six ans plus tard, il épouse Alice Dantas, une femme de la haute société brésilienne qui appartenait à l’une des familles les plus riches de São Paulo. En 1878, il fonde avec le pianiste et compositeur Alfredo Napoleão (pt), frère d’Arthur Napoleão, la compagnie Arthur Napoleão & Miguez, consacrée à la musique et à la vente d’instruments, société dont il se retire en 1881 pour se consacrer exclusivement à la musique. Avec Napoleão, il a fondé et édité en 1879 la Revista Musical e de Belas-Artes. Afin de se perfectionner il se rend en 1882, sous la protection de Pierre II, à Paris, où il passe deux ans. Il a été recommandé à Ambroise Thomas, directeur du Conservatoire national supérieur de musique et de danse de Paris. À Paris il est influencé par l’œuvre de Wagner, Liszt et Berlioz. À son retour au Brésil en 1884, il est, à Rio et à São Paulo, chef d’orchestre de l’opéra organisé par la Société Claudio Rossi (avril à juin 1886).
En 1886, il est le protagoniste involontaire d’un épisode qui a marqué le début de la carrière du chef d’orchestre Arturo Toscanini, qui avait rejoint en tant que violoncelliste l’orchestre d’une compagnie d’opéra en tournée en Amérique du Sud. Miguez a été embauché pour la représentation d’Aida à Rio de Janeiro mais a renoncé en raison de désaccords avec les musiciens, forçant le directeur de la société à rechercher immédiatement un remplaçant. Après l’échec de deux candidats, Carlo Superti et Aristide Venturi, les chanteurs ont proposé Toscanini, qui à 19 ans était l’assistant du maître de chœur et connaissait par cœur l’œuvre complète. Bien qu’il n’ait aucune expérience de la direction d’orchestre, les musiciens le convainquent de prendre le relais au pied levé et de diriger un opéra d’une durée moyenne de deux heures. Le public a été agréablement surpris par l’extrême jeunesse et la maîtrise du chef inconnu, faisant de ses débuts un succès absolu. Pendant le reste de la saison, Toscanini a dirigé dix-huit œuvres, toutes avec le même succès.
En janvier 1890, le maréchal Manuel Deodoro da Fonseca, premier président du Brésil après la proclamation de la république et la déposition de Pierre II, lance un appel d’offres pour le choix d’un nouvel hymne national pour le pays. Leopoldo Miguez remporte le concours avec Medeiros e Albuquerque (pt) pour les paroles mais l’hymne n’a pas été utilisé en raison des protestations de la population et il est devenu l’Hymne de la proclamation de la République.
Leopoldo Miguez a été nommé membre de la commission chargée de fermer le conservatoire de Francisco Manuel da Silva qui devient par un décret de janvier 1890 l’École de musique de l'université fédérale de Rio de Janeiro, dont il sera le premier directeur,.
En 1895, il se rend de nouveau en Europe dans le but d’analyser le fonctionnement des conservatoires européens.
Leopoldo Miguez était l’oncle maternel du parolier et poète Luiz Peixoto.

## Œuvres (sélection)
- Pelo amor!; I Salduni (Os Saldunes).
- Sinfonia em sol bemol (1882); Parisina (1888); Ave libertas (1890); Prometheus (1891); Marcha elegíaca a Camões (1880). Marcha nupcial (1876); Hino à Proclamação da República (1890).
- Silvia; Suite à l’antique (1893); Trio; Sonata para violino e piano
- Allegro appassionato; Noturno; Reina a paz em Varsóvia; Noturno para contrabaixo e piano.
- Branca aurora; Le Palmier du Brésil; A Instrução.

## Écrits
Leopoldo Miguez a écrit le livre Elementos de teoria musical et plusieurs articles dans la Gazeta Musical de Rio de Janeiro réunis sous le titre Teoria da formação das escalas cromáticas.